# Asarum simile
Asarum simile là một loài thực vật có hoa trong họ Aristolochiaceae. Loài này được Hatus. & Yamahata mô tả khoa học đầu tiên năm 1988.